# دیوید هیوبند
دیوید هیوبند (انگلیسی: David Huband؛ زادهٔ دسامبر ۱۹۵۸) بازیگر اهل کانادا است. وی از سال ۱۹۸۶ میلادی تاکنون مشغول فعالیت بوده‌است.
از فیلم‌های او می‌توان به دانشکده پلیس ۳ و مراقب اشاره نمود.